# Körtesi Péter
Körtesi Péter (Marosvásárhely, 1951. június 9. –) erdélyi származású matematikus, egyetemi tanár.

## Életpályája
A marosvásárhelyi Bolyai Farkas Líceumban érettségizett. 1974-ben végzett a kolozsvári Babeș–Bolyai Tudományegyetem matematika-informatika karán. 1988-ig Marosvásárhelyen tanított, majd állást kapott a miskolci egyetemen. Doktori címet 2003-ban a debreceni Kossuth Lajos Tudományegyetemen szerzett. A Miskolci Egyetem matematikai tanszékének professzora. A Bolyai János Matematikai Társulat Borsodi Tagozatának titkára. A marosvásárhelyi Petru Maior Egyetem díszdoktora.

## Munkássága
Kutatási témái: gyűrűk, topologikus félcsoportok, a matematika tanításának módszerei. Oktatott tárgyak: lineáris algebra, diszkrét matematika, gazdasági matematika.

### Könyvei
- Gazdasági matematika online tankönyv, Miskolci Egyetem.

### Válogatás cikkeiből
- Körtesi, Péter: The polynomial function of order 3 revisited, Creat. Math. Inform., 15 (2006) 35-40.
- Körtesi, Péter: Modelling quaternions, Creat. Math. Inform., 14 (2005) 11-18.
- Körtesi, Péter; Szigeti, Jenő: A general approach to the Fitting lemma, Mathematika, 52, No. 1-2, (2005) 155-160.
- Körtesi, Péter; Szigeti, Jenő: The adjacency matrix of a directed graph over the Grassmann algebra, Algebra and its applications, Proc. of the international conference, Athens, OH, USA, March 25-28, 1999. Providence, RI: American Mathematical Society (AMS). Contemp. Math. 259 (2000) 319-321.